# Herrarnas lagtävling i fritt system i gymnastik vid olympiska sommarspelen 1912
Herrarnas lagtävling i fritt system i gymnastik vid olympiska sommarspelen 1912 avgjordes den 10 juli 1912 på Stockholms stadion.
Det var första gången denna grenen var med vid de olympiska spelen. Grenen fanns endast med vid två olympiska spel och andra gången var vid olympiska sommarspelen 1920 i Antwerpen. Varje nation kunde tävla med ett lag bestående mellan 16 och 40 gymnaster.

## Resultat

### Domare
Huvuddomare: Einar Nerman
| Nr | Namn                | Land |
| -- | ------------------- | ---- |
| 1  | J. F. Allum         | NOR  |
| 2  | Abraham Clod-Hansen | DEN  |
| 3  | A. E. Syson         | GBR  |
| 4  | Wagner Hohenlobbese | GER  |
| 5  | Ivar Wilskman       | FIN  |

### Poäng
| Placering | Nation    | Clod-Hansen | Allum | Wilskman | Syson | Wagner | Poäng totalt | Snitt |
| --------- | --------- | ----------- | ----- | -------- | ----- | ------ | ------------ | ----- |
| 1         | Norge     | 20          | 24    | 22       | 23,25 | 25     | 114,25       | 22,85 |
| 2         | Finland   | 20          | 20    | 23       | 22,25 | 24     | 109,25       | 21,85 |
| 3         | Danmark   | 23          | 19    | 21,5     | 20,75 | 22     | 106,25       | 21,25 |
| 4         | Tyskland  | 18          | 12    | 14       | 16,25 | 24     | 84,25        | 16,85 |
| 5         | Luxemburg | 19          | 15,5  | 18       | 17    | 12     | 81,50        | 16,30 |

### Resultat
| Placering | Nation | Poäng |
| --------- | --- | ----- |
| 1         | NorgeIsak Abrahamsen Hans Beyer Hartmann Bjørnsen Alfred Engelsen Bjarne Johnsen Sigurd Jørgensen Knud Leonard Knudsen Alf Lie Rolf Lie Tor Lund Petter Martinsen Per Mathiesen Jacob Opdahl Nils Opdahl Bjarne Pettersen Frithjof Sælen Øistein Schirmer Georg Selenius Sigvard Sivertsen Robert Sjursen Einar Strøm Gabriel Thorstensen Thomas Thorstensen Nils Voss | 22,85 |
| 2         | FinlandKaarlo Ekholm Eino Forsström Eero Hyvärinen Mikko Hyvärinen Tauno Ilmoniemi Ilmari Keinänen Jalmari Kivenheimo Karl Lund Aarne Pelkonen Ilmari Pernaja Arvid Rydman Eino Saastamoinen Aarne Salovaara Heikki Sammallahti Hannes Sirola Klaus Suomela Lauri Tanner Väinö Tiiri Kaarlo Vähämäki Kaarlo Vasama                                                     | 21,85 |
| 3         | DanmarkAxel Andersen Hjalmart Andersen Halvor Birch Wilhelm Grimmelmann Arvor Hansen Christian Hansen Marius Hansen Charles Jensen Hjalmar Peter Johansen Poul Jørgensen Carl Krebs Vigo Madsen Lukas Nielsen Rikard Nordstrøm Steen Olsen Oluf Olsson Carl Pedersen Oluf Pedersen Niels Petersen Christian Svendsen                                                   | 21,25 |
| 4         | TysklandWilhelm Brülle Johannes Buder Walter Engelmann Arno Glockauer Walter Jesinghaus Karl Jordan Rudolf Körner Heinrich Pahner Kurt Reichenbach Johannes Reuschle Carl Richter Hans Roth Adolf Seebaß Eberhard Sorge Alexander Sperling Alfred Staats Hans Werner Martin Worm                                                                                       | 16,85 |
| 5         | LuxemburgNicolas Adam Charles Behm André Bordang Jean-Pierre Frantzen Michel Hemmerling François Hentges Pierre Hentges Jean-Baptiste Horn Nicolas Kanivé Émile Knepper Nicolas Kummer Marcel Langsam Emile Lanners Maurice Palgen Jean-Pierre Thommes François Wagner Antoine Wehrer Ferd Wirtz Joseph Zuang                                                          | 16,30 |